# Mimudea sabulosalis
Mimudea sabulosalis là một loài bướm đêm trong họ Crambidae.